# PIM (ijshockey)
De PIM of de Penalty in Minutes, informeel ook wel pims, wordt gebruikt in het ijshockey om aan te geven hoe veel penalty-minuten een speler heeft gekregen in een seizoen. Aan de PIM is te zien of een speler een agressieve, of juist een sportieve speler is, want dan zal de PIM hoog, respectievelijk laag zijn. In tegenstelling tot veel andere statistieken in de NHL, wordt de speler met het hoogste aantal aan het einde van het seizoen niet geëerd met een beker. De NHL reikt juist wel een prijs uit voor de meest sportieve speler, de Lady Byng-trofee. De PIM heeft dan ook geen positief aanzicht in het ijshockey. In het aantal statistische strafminuten zit een klein verschil tussen de NHL en de internationale IIHF-reglementen. In de NHL levert elke vorm van een misconduct (10 minuten of game misconduct) 10 PIM op, en een match penalty 15 PIM, terwijl bij de internationale bond een game misconduct en een match penalty respectievelijk 20 en 25 PIM opleveren. Een straf telt voor de PIM altijd voor de volle lengte, ook als een straf niet volledig uitgezeten wordt omdat er een goal gescoord is.